# Habitatge al carrer Hospital, 1 (el Pinell de Brai)
L'Habitatge al carrer Hospital, 1 és una obra del Pinell de Brai (Terra Alta) inclosa a l'Inventari del Patrimoni Arquitectònic de Catalunya.

## Descripció
Edifici situat a la confluència del carrer de la Font i el carrer Hospital. És un edifici de quatre plantes de maçoneria amb carreus a les cantonades i als marcs d'algunes obertures. Hi ha un accés per cada carrer. L'entrada principal pel carrer Hospital està tapiada.
Al carrer Hospital es conserva la clau d'un arc amb un escut. L'escut sembla contenir una creu amb una reixa i a sobre un ocell.